# جيريمي رينغ
جيريمي رينغ (بالإنجليزية: Jeremy Ring) هو سياسي أمريكي، ولد في 10 أغسطس 1970 في نيو هيفن في الولايات المتحدة. حزبياً، نشط في الحزب الديمقراطي. وقد انتخب عضو مجلس ولاية فلوريدا وانتخب عضو مجلس نواب فلوريدا.